# Jean-Michel De Waele
Pour les articles homonymes, voir De Waele.
 (novembre 2012).
Si vous disposez d'ouvrages ou d'articles de référence ou si vous connaissez des sites web de qualité traitant du thème abordé ici, merci de compléter l'article en donnant les références utiles à sa vérifiabilité et en les liant à la section « Notes et références ».
Jean-Michel De Waele (1961 - ) est un universitaire belge. Professeur en science politique à l'Université libre de Bruxelles, il y exerce la fonction de vice-recteur aux affaires étudiantes, à la politique sociale et aux relations institutionnelles entre 2014 et 2017. Ses domaines de prédilection sont sport et politique, Europe centrale et orientale et enfin partis politiques.

## Études
Jean-Michel De Waele est licencié en science politique à l'Université libre de Bruxelles en 1985. Son mémoire de fin de licence, intitulé Les intellectuels communistes et le stalinisme de 1947 à 1953 en France et en Belgique, est cosigné avec Pascal Delwit et réalisé sous la direction de Marcel Liebman. Puis il devient assistant dans la même faculté de 1992 à 1998. Il obtiendra son titre de docteur en science politique en 1997 lorsque sa thèse (Analyse comparée du processus d’émergence des partis politiques en Europe centrale après 1989 : la République tchèque, la Slovaquie et la Pologne) sera reçue avec la plus grande distinction.

## Carrière académique
En 1998, Jean-Michel De Waele devient premier assistant en science politique. Il est ensuite nommé chargé de cours en 2002, puis professeur en 2005 à l'âge de 44 ans. Cette même année, il est également nommé directeur du Groupe d'analyse socio-politique des pays d'Europe centrale et orientale (le GASPPECO). En 2006, il devient directeur du Centre d'étude de la vie politique (le CEVIPOL) de l'ULB et est, depuis plusieurs années déjà, responsable du Groupe d'étude pluridisciplinaire Sport et Société (le GEPSS). Il est ensuite Doyen de la Faculté des Sciences sociales et politiques de l'Université libre de Bruxelles de 2010 à 2014 . 
En 2014, il est nommé vice-recteur aux affaires étudiantes, à la politique sociale et aux relations institutionnelles de l’Université libre de Bruxelles. À ce poste, il participe activement à la mise en place de l’Université des enfants, du Prix Stéphane Hessel et de collaborations avec la société civile bruxelloise entre autres dans l’enseignement. Il démissionne de ce poste en 2017.
En mai 2020, il fonde avec Laurent Sermet un réseau francophone de politologues dont l’objectif est de discuter les impacts politiques et sociaux de la crise du Covid-19. Le réseau, POuvoirs et SOciétés face à la Crise du Covid-19  (POSOC 19) compte aujourd’hui plus de 220 membres, réparti dans plus de 50 pays distribués dans le monde entier[réf. nécessaire]. 
Auteur de nombreuses publications sur les pays de l’Est, Jean-Michel De Waele a participé à de nombreux projets de recherche, dispensé plusieurs cours et séminaires et codirigé une série de thèses en cotutelle de jeunes chercheurs de l’Université de Bucarest. Il est également adjoint de l’école doctorale en sciences humaines de cette université. En 2009, il reçoit le titre de docteur Honoris Causa de l'université de Bucarest.
Il a notamment été professeur invité à l'Université de Montréal, de Bucarest, de Tunis, de Sofia, de Prague, de Bujumbura, de Fudan (Shanghai) et Beiwai (Pékin) aux Instituts d'études politiques de Lille, Aix-en-Provence et Bordeaux.
Il a été également très actif dans le rapprochement entre l’Université libre de Bruxelles et le monde académique chinois. De 2011 à 2017, il est responsable des relations académiques entre l’Université libre de Bruxelles et les universités chinoises. Il est par ailleurs régulièrement invité en Chine pour donner cours et conférences, notamment à Fudan (Shanghai), Université des études internationales de Shanghai (Sisu) (Shanghai), l’Université de Wuhan, Beiwai (Pékin), Beihang (Pékin), Beijing Sport University, Beijing University of Technology (en), Université normale de Pékin, Xisu (Xi’an).   
Jean-Michel De Waele est régulièrement interrogé dans les médias en tant que spécialiste sur les rapports entre sports et politique. Considéré comme un éminent expert de l’Europe orientale et centrale[réf. nécessaire], il est régulièrement consulté par les médias de la région sur des questions d’actualité politique. Plusieurs de ses publications ont également été traduites en polonais, roumain, etc.